# Takeda Oncology
Takeda Oncology (inițial Millennium Pharmaceuticals) este o companie biotehnologică cu sediul în Cambridge, Massachusetts. Este o filială deținută în totalitate de Takeda Pharmaceutical.
Activitățile de cercetare, dezvoltare și comercializare ale Takeda Oncology sunt concentrate în două domenii terapeutice: oncologie și inflamație, pentru dezvoltarea unei game de noi candidați la produse. A fost una dintre primele companii care au căutat sistematic gene asociate cu boli, deși niciunul dintre medicamentele pe care le comercializează sau le are în studii clinice, cu o excepție parțială, nu sunt rezultatul acestei cercetări.
Este cunoscută în special pentru aducerea bortezomibului (comercializat ca Velcade) prin studii clinice până la aprobarea tratamentului pacienților cu mielom multiplu de către FDA din SUA, dar are și o linie de dezvoltare clinică în creștere pentru alți candidați la produse.
La 14 mai 2008, compania japoneză Takeda Pharmaceutical a anunțat finalizarea achiziției Millennium pentru suma de 25,00 dolari pe acțiune în numerar - o tranzacție în valoare de 8,8 miliarde dolari. Takeda a finalizat achiziția prin intermediul unei oferte publice și a fuziunii ulterioare, ca filială deținută integral, denumită Millennium: The Takeda Oncology Company - numele fiind simplificat ulterior în Takeda Oncology în 2013.

## Istoric
Millennium a fost fondată de Mark J. Levin, CEO, în Cambridge, Massachusetts în 1993. În primii săi ani, Millennium s-a concentrat pe construirea echipei de știință și a echipei de afaceri.
Începând din 1994, Millennium a încheiat peste 20 de alianțe strategice cu companii farmaceutice și de biotehnologie. Aceste alianțe au furnizat Millennium aproximativ 2 miliarde dolari de finanțare angajată, care au fost utilizate pentru dezvoltarea și îmbunătățirea pipeline-ului său.
Fuziunea cu Leukosite în 1999 a adus companiei primul medicament aproape de piață, Campath (alemtuzumab) Injection, și alte medicamente de investigație în studii clinice. În 2000, fuziunea cu Cambridge Discovery Chemistry a oferit Millennium o prezență puternică în Regatul Unit și a adăugat organizației peste 100 de oameni de știință cu experiență în chimie. Prin decizie strategică, Campath a fost ulterior vândut partenerului Millennium pentru medicament, ILEX Oncology, care, la rândul său, a fost achiziționat de Genzyme.
În februarie 2002, a avut loc o fuziune ulterioară cu COR Therapeutics - printre cele mai mari fuziuni de acest fel din istoria industriei de biotehnologie de la acea vreme. În plus față de crearea unui pipeline puternic de terapeutice noi, fuziunea a adăugat cercetarea și dezvoltarea medicamentelor pentru afecțiunile cardiovasculare la celelalte domenii terapeutice cheie ale companiei: oncologie și inflamație. Fuziunea a adus, de asemenea, Integrilin (eptifibatidă) Injection, un medicament anti-plachetă intravenos pentru pacienții cu boli cardiovasculare severe, în portofoliul Millennium. Millennium a colaborat cu Schering-Plough în dezvoltarea și comercializarea Integrilin până în 2005, când Millennium a licențiat drepturile exclusive de comercializare și dezvoltare în SUA pentru Integrilin către Schering-Plough.
În mai 2003, Velcade a fost lansat pentru tratamentul mielomului multiplu recidivant și refractar - o formă de cancer al sângelui. La momentul respectiv, Administrația pentru Alimente și Medicamente din SUA (FDA) a acordat aprobarea pentru tratamentul mielomului multiplu la pacienții care nu au răspuns la cel puțin alte două terapii pentru boală. Velcade - primul inhibitor al proteazomului aprobat de FDA - a ajuns pe piață într-un timp record și a reprezentat primul tratament aprobat pentru pacienții cu mielom multiplu în mai mult de un deceniu.
La sfârșitul lunii decembrie 2007, Millennium a înaintat cu succes o cerere suplimentară de autorizare pentru un nou medicament (sNDA) către FDA pentru Velcade în tratamentul mielomului multiplu netratat anterior. sNDA depusă la FDA pentru această indicație a inclus date din studiul VISTA Faza III, un studiu clinic internațional mare și bine controlat, care a comparat un regim bazat pe Velcade cu un standard tradițional de îngrijire. FDA a acordat revizuirea prioritară în ianuarie 2008. La 20 iunie 2008, FDA a aprobat VELCADE în combinație pentru pacienții cu mielom multiplu netratat anterior. Acest lucru înseamnă că Millennium poate comercializa Velcade pacienților care nu au avut nicio terapie anterioară pentru mielomul multiplu (terapie de primă linie).
În mai 2008, Takeda Pharmaceutical Company Limited a achiziționat Millennium pentru 8,8 miliarde dolari. Millennium a funcționat ca o filială independentă, servind ca centru global de excelență în oncologie sub noua sa denumire: "Millennium: The Takeda Oncology Company". Acest cadru global include cercetarea și strategia de marketing în domeniul oncologiei. În plus față de Cambridge, MA, resursele de oncologie includ facilități în San Diego, San Francisco, Tsukuba și Osaka, cu Millennium ca hub global pentru acest domeniu terapeutic critic și în expansiune rapidă.
În vara anului 2013, Takeda a decis să renunțe la marca "Millennium", redenumind efectiv filiala în Takeda Oncology. Cu toate acestea, Millennium Pharmaceuticals Inc este încă o entitate legală a Takeda și numele său este încă utilizat pentru procesele legale în desfășurare.